# Hønsehals Skov
Hønsehals Skov er en cirka 94 hektar stor skov på halvøen Hønsehals i Holbæk Kommune, der udgør den nordlige og østlige afgrænsning af Udby Vig på Tuse Næs. Skoven er en del af Natura 2000-område nr. 155 Udby Vig i og administreres af Naturstyrelsen.
Dele af skoven er udlagt til naturskov. I skoven er der fundet en køkkenmødding fra Ertebølletiden i stenalderen for ca. 6000-7.400 år siden. En brønd i sydenden af skoven var oprindeligt en helligkilde, men bruges nu til kreaturvanding.
Skoven ligger op til det fredede område ved Udby Vig.